# Armando Santiago
Armando Santiago (Lisbona, 18 giugno 1932) è un compositore e direttore d'orchestra portoghese naturalizzato canadese.
Membro della lega canadese dei compositori, tra le sue composizioni figurano sia lavori per orchestra che musica da camera. Dal 1974 al 1978 è stato direttore del Conservatoire de musique du Québec à Trois-Rivières e dal 1978 al 1985 direttore del Conservatoire de musique du Québec à Québec.

## Biografia
Nato a Lisbona, Santiago ottenne la naturalizzazione di cittadino canadese nel 1972. Studiò canto e pianoforte nella sua città nativa prima di entrare al conservatorio di Lisbona dove riguadagnò un primo premio in storia della musica (1954) e in composizione musicale (1960). Studiò poi la tecnica della musica concreta con Pierre Schaeffer attraverso il servizio di ricerca dell’Office of French Television Broadcasting di Parigi nel 1960. Dal 1962 al 1964 studiò a Roma con Boris Porena, privatamente, e con Goffredo Petrassi all'Accademia Nazionale di Santa Cecilia con una borsa di studio del governo del Portogallo e di quello italiano. Ottenne, dall'Accademia, un diploma in studi avanzati di composizione nel 1964. Seguì poi lezioni di direzione d'orchestra con Hans Münch a Lisbona e Franco Ferrara a Siena.
Insegnò teoria musicale, composizione e direzione d'orchestra a Lisbona durante gli anni 1960 e nel 1968 emigrò in Canada per insegnare al Conservatoire de musique du Québec à Trois-Rivières. Nel 1974 divenne direttore del conservatorio e ne fondò l'orchestra. Nel 1978 divenne direttore del Conservatoire de musique du Québec à Québec. Tra i suoi allievi ci sono Pierre-Michel Bédard e Gilles Bellemare.
Tra il 1977 e il 1978 Santiago diresse alcune sue composizioni con la CBC Quebec Chamber Orchestra. Fu anche direttore ospite in Portogallo, Germania e Canada nel corso degli anni 1970 e 1980.
Al teatro del Conservatoire de musique du Québec à Trois-Rivières è stato dato il suo nome.

## Composizioni
Tra le composizioni più note di Santiago si ricordano Suite for bassoon and piano (1960), Soneto de Camões per baritono e orchestra d'archi (1966), Sinfonia (1966, scritta per Jeunesses musicales du Canada), Sonata (1968, commissionata dall'Università di Lisbona), Simetrias (1970), Prismes (1970), Heterogenia-Movimento per 32 solisti (1971, commissionato dalla Gulbenkian Foundation di Lisbona), Requies per coro maschile e 25 strumenti (1979–83), Undecassônia (1975) e Trame (1985–9) per orchestra, e Musique pour quatre (1988). Nel 1962 compose la colonna sonora per il film Dom Roberto del regista Ernesto de Sousa.